# Acer neglectum
Acer neglectum é uma espécie de árvore do gênero Acer, pertencente à família Aceraceae.